# Defileul Văratic
Defileul Văratic este un monument al naturii de tip geologic sau paleontologic în raionul Rîșcani, Republica Moldova. Este amplasat la est de satul Văratic, în apropierea gurii râulețului Stăncăuți. Are o suprafață de 10 ha, sau 21,3 ha conform unor măsurări mai recente. Obiectul este administrat de Primăria satului Văratic.

## Descriere
Defileul (sau Cheile) Văratic s-a format pe parcursul a câteva sute de mii de ani, sub acțiunea râulețului Ciuhureț, afluent al râului Ciuhur. La bază, se află un masiv recifal de vârstă badeniană și este constituit din schelete de corali, foraminifere, moluște, alge-litotamnii și alte organisme acvatice. În partea superioară a recifului se află un masiv de vârstă volhiniană (sarmațianul inferior), cu depuneri de argile și resturi organice nedeterminate.
În versanții recifului se află câteva peșteri și grote artificiale. Unele din ele, cum ar fi peștera „Căsoaia”, care are și un izvor, conțin urme ale oamenilor din paleolitic și eneolitic. Pe râu s-au format trei cascade, cu înălțimea de 1,5 m, 2,5 m și 3,5 m.

## Statut de protecție
Obiectivul a fost luat sub protecția statului prin Hotărîrea Sovietului de Miniștri al RSSM din 8 ianuarie 1975 nr. 5, iar statutul de protecție a fost reconfirmat prin Legea nr. 1538 din 25 februarie 1998 privind fondul ariilor naturale protejate de stat. Deținătorul funciar al monumentului natural era, la momentul publicării Legii din 1998, Primăria satului Duruitoarea, dar între timp acesta a trecut la balanța Primăriei satului Văratic.
Aria protejată prezintă interes instructiv și poate fi inclusă în trasee turistice. Conform situației din anul 2016, nu era instalat niciun panou informativ.

## Galerie de imagini

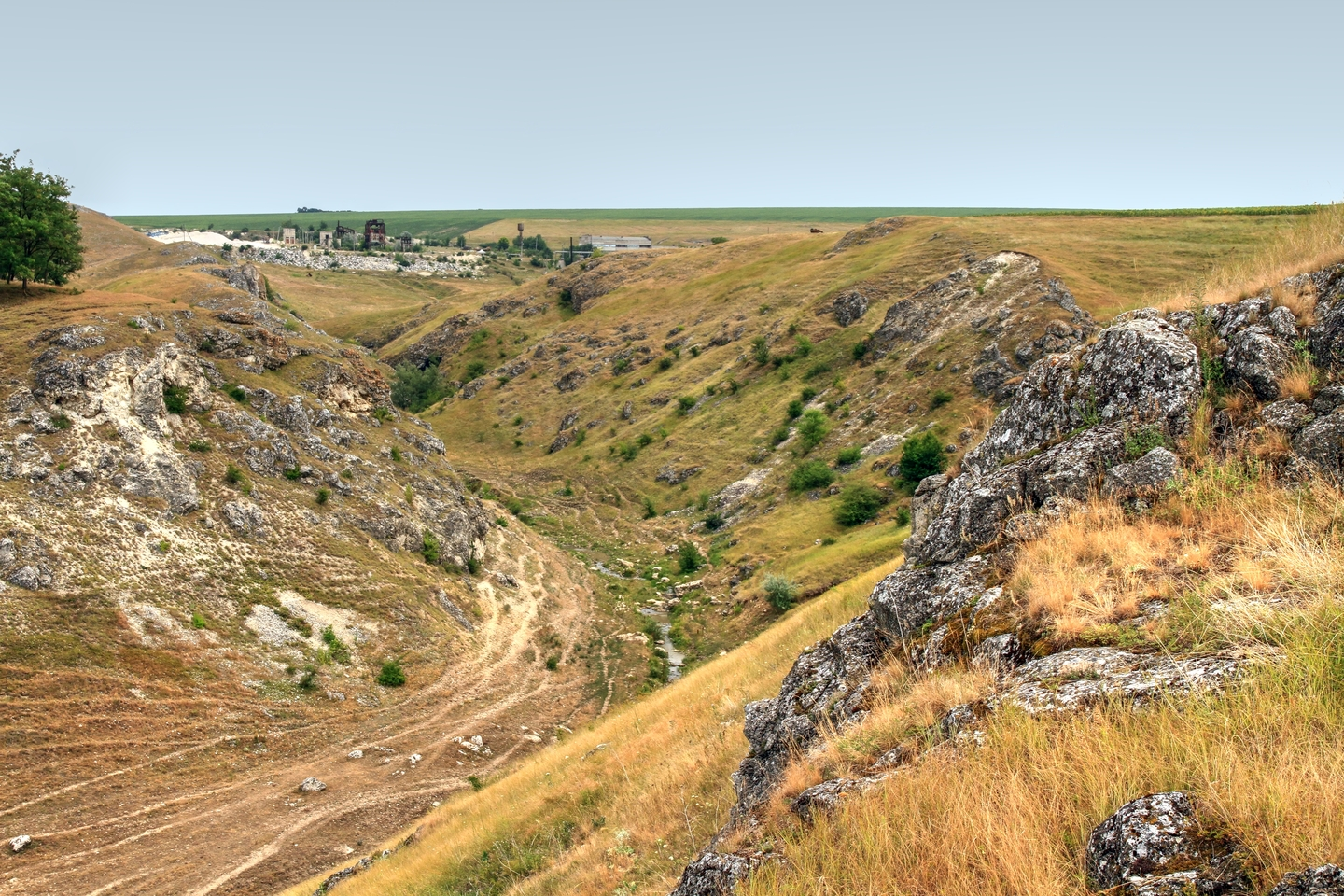
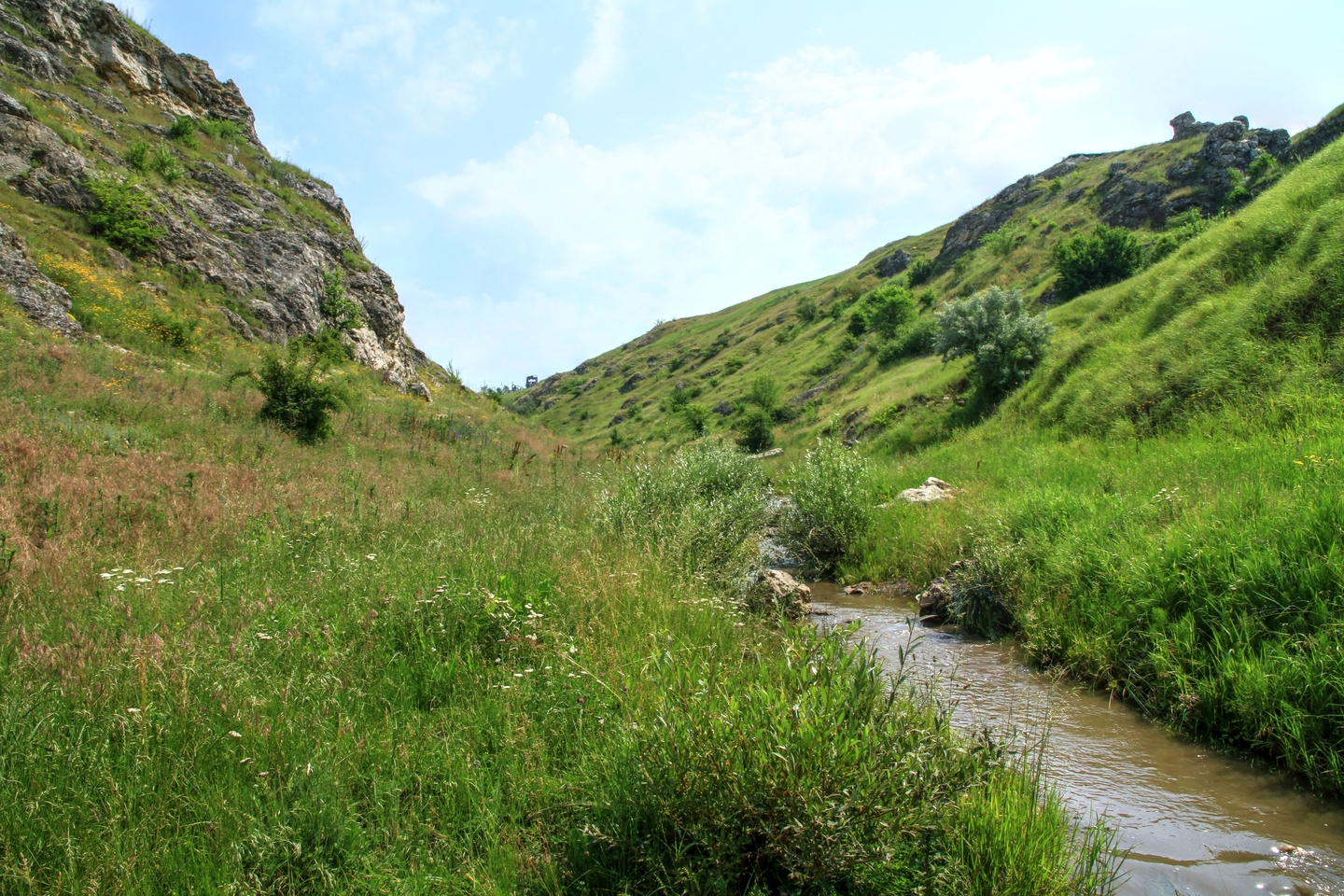
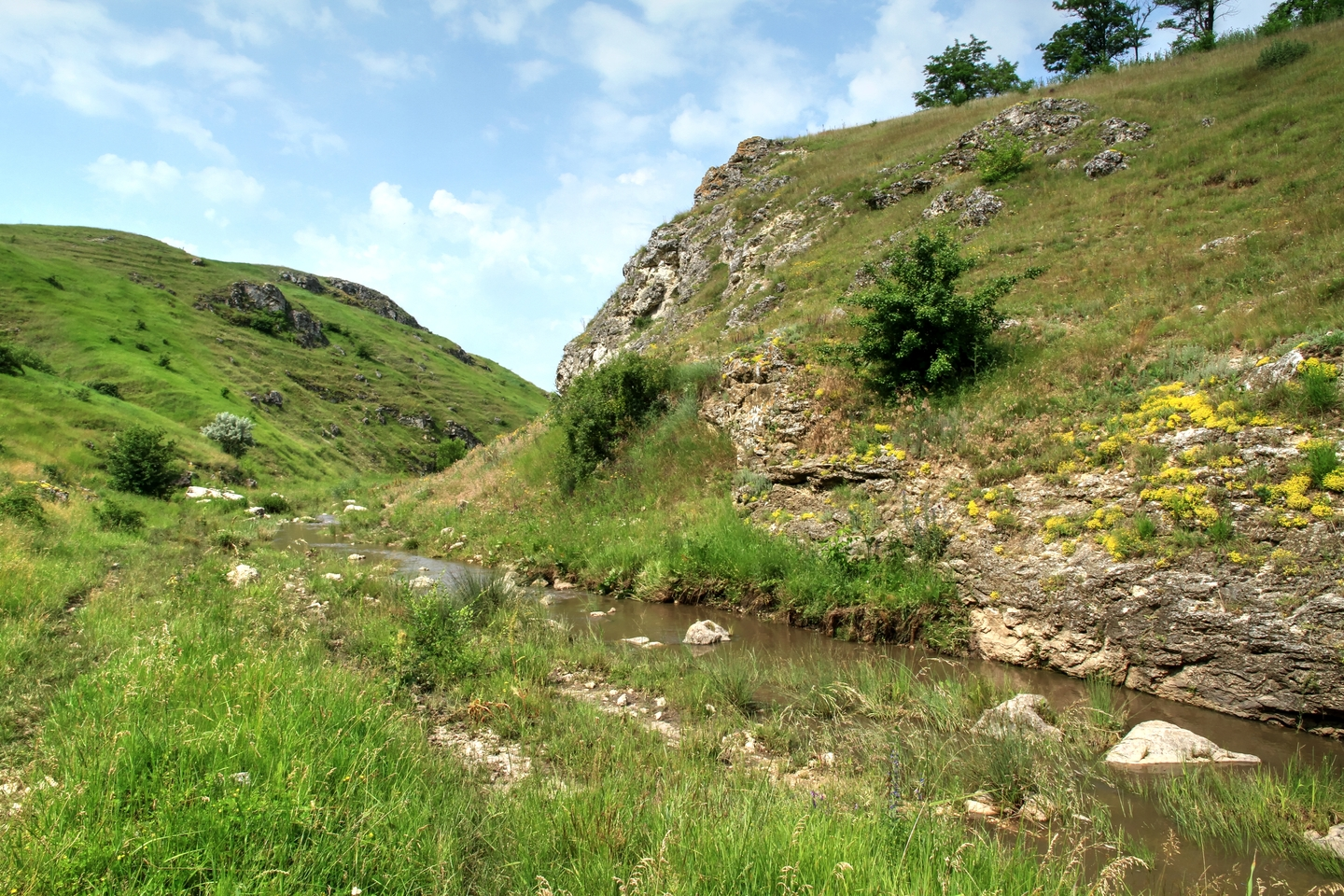
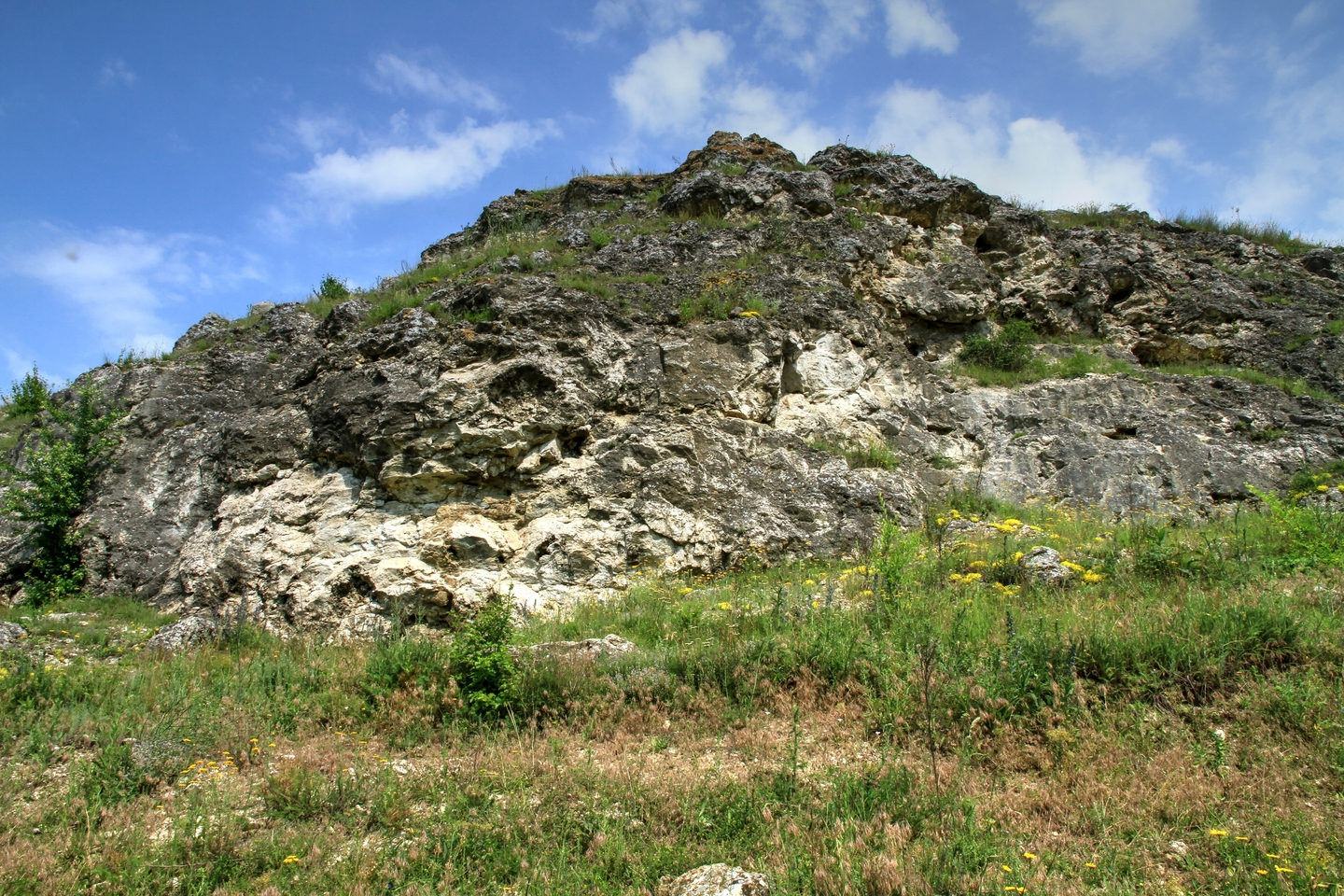
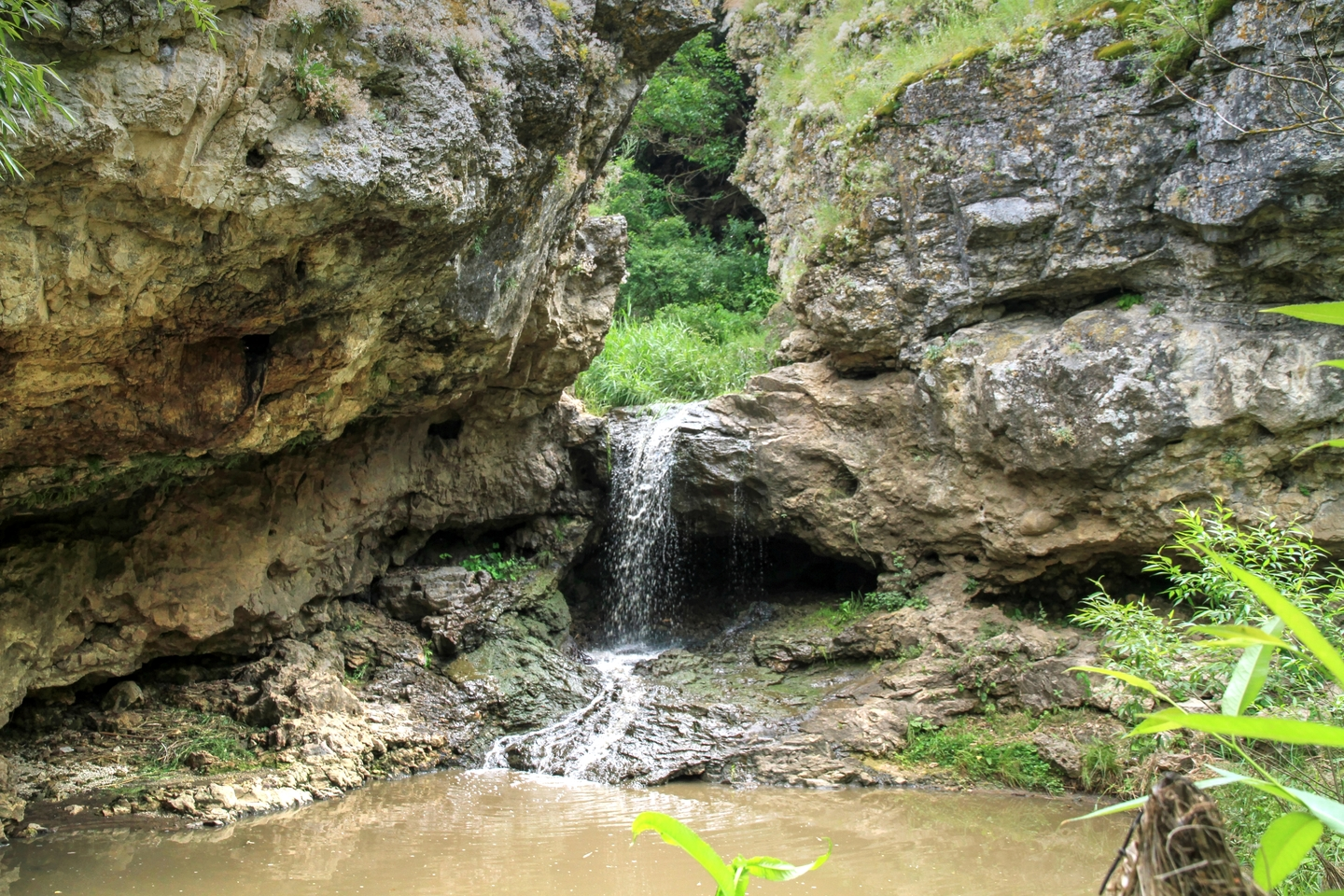
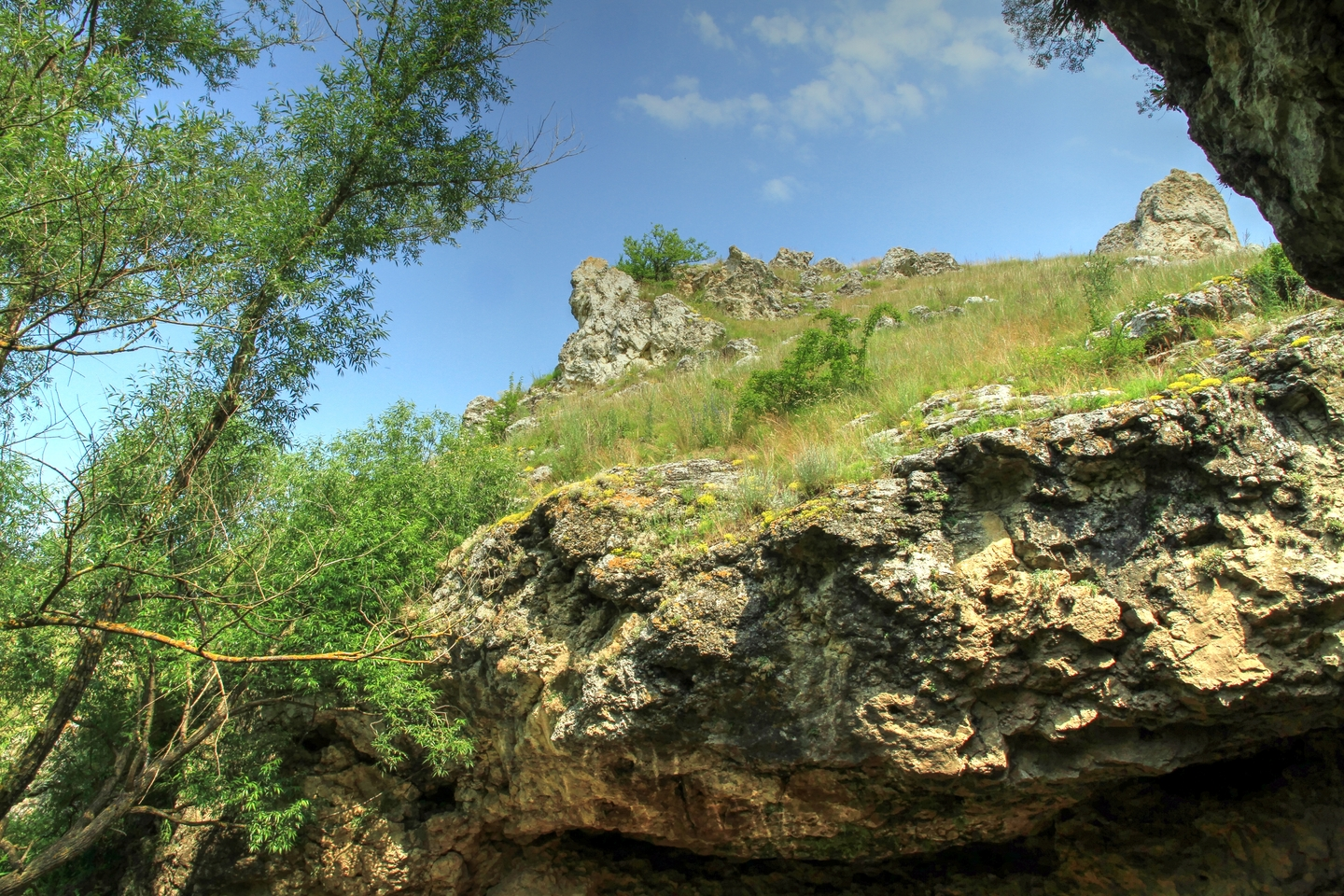